# Aquarius (série télévisée)
Pour les articles homonymes, voir Aquarius.
Aquarius est une série télévisée américaine en 26 épisodes de 42 minutes créée par John McNamara et diffusée du 28 mai 2015 au 10 septembre 2016 sur le réseau NBC.
En France, la série a été diffusée dans Serial Thriller du 11 octobre 2015 au 13 novembre 2016 sur 13e rue. Au Québec, depuis le 5 mai 2016 sur le service de vidéo à la demande ICI TOU.TV. Cependant, elle reste inédite dans les autres pays francophones.

## Synopsis
En 1967, le sergent Sam Hodiak de la police de Los Angeles est aidé dans l'enquête sur la disparition de la fille d'un grand avocat de la ville par l'agent sous couverture Brian Shafe. L'enquête les mènera à Charles Manson.

## Distribution

### Acteurs principaux
- David Duchovny (VF : Georges Caudron) : Sam Hodiak
- Gethin Anthony (VF : Thibaut Lacour) : Charles Manson
- Grey Damon (VF : Damien Ferrette) : Brian Shafe
- Emma Dumont (VF : Claire Baradat) : Emma Karn
- Claire Holt (VF : Ludivine Maffren) : Charmain Tully
- Madisen Beaty (VF : Lisa Caruso) : Patty Krenwinkel (saison 2)
- Cameron Deane Stewart (en) (VF : Antoine Fleury) : Tex Watson (saison 2)

### Acteurs récurrents
- Tara Lynne Barr (VF : Gwenaëlle Jegou) : Katie
- Gaius Charles (VF : Jean-Baptiste Anoumon) : Bunchy Carter (en)
- Michaela McManus (VF : Stéphanie Lafforgue) : Grace
- David Meunier (VF : Jean-Michel Fête) : Roy
- Chris Sheffield (VF : Thierry D'Armor) : Walt Hodiak, fils de Sam Hodiak
- Chance Kelly (en) (VF : Philippe Vincent) : Ed Cutler
- Ambyr Childers (VF : Marie Tirmont) : Susan Atkins
- Alison Rood (VF : Vanessa Van-Geneugden) : l'officier Meg Frazetta
- Beau Mirchoff (VF : Fabrice Fara) : Rick Zondervan
- Spencer Garrett (en) (VF : Michel Laroussi) : Hal Barryin
- Leah Bateman : Dee Dee
- Graham Beckel : le lieutenant Alonso
- James Martinez : Rubén Salazar
- Omar Dorsey (VF : Gilles Morvan) : Ralph Church (saison 2)
- Andy Favreau (VF : Fabrice Josso) : Dennis Wilson (saison 2)
- Amanda Brooks (en) (VF : Géraldine Kannamma) : Sharon Tate (saison 2)
- Johnny Kostrey : Voytek Frykowski (saison 2)
- Cynthia Sikes : Betty Goodale (saison 2)
- Olivia Taylor Dudley : Billie Gunderson (saison 2)
- Tim Griffin (VF : Christophe Seugnet) : Ron Kellaher (saison 2)

- Version française
  - Société de doublage : Imagine[5]
  - Direction artistique : Catherine Le Lann
  - Adaptation : Joëlle Martrenchard, Lionel Deschoux, Laëtitia Morfouage, Marc Saez, Alexa Donda et Laurence Crouzet[6]

 Source et légende : version française (VF) sur RS Doublage

## Production

### Développement
Le 31 mars 2014, NBC a officiellement commandé une première saison de treize épisodes d’Aquarius sans passer par la case pilote, avec David Duchovny dans le rôle principal.
Le 6 mars 2015, le réseau NBC annonce la date de diffusion de la série au 28 mai 2015,.
Le 29 avril 2015, NBC annonce que les treize épisodes de la première saison, seront tous disponibles sur les différentes plateformes de vidéos à la demande de la chaîne, pendant quatre semaines, juste après la diffusion des deux premiers épisodes, diffusées lors de la même soirée.
Le 25 juin 2015, la série est renouvelée pour une deuxième saison.
Le 1er octobre 2016, la série est annulée.

### Attribution des rôles
Les rôles ont été attribués dans cet ordre : David Duchovny, Grey Damon, Emma Dumont, Gethin Anthony, Claire Holt.
En juillet 2014, Gaius Charles, Michaela McManus, David Meunier, Chris Sheffield rejoignent la série dans des rôles récurrents suivi de Ambyr Childers et Beau Mirchoff, ensuite rejoint par Chance Kelly et Tara Lynne Barr.
En novembre 2014, James Martinez rejoint la série.
Pour la deuxième saison, des rôles ont été attribués à Madisen Beaty, Omar Dorsey, Andy Favreau, Cameron Deane Stewart (en), Amanda Brooks (en), Johnny Kostrey et Cynthia Sikes.

## Tournage
La série est tournée à Los Angeles, en Californie.

## Épisodes

### Première saison (2015)
1. Everybody's Been Burned
2. The Hunter Gets Captured by the Game
3. Never Say Never to Always
4. Home Is Where You're Happy
5. A Change Is Gonna Come
6. A Whiter Shade of Pale
7. Cease to Resist
8. Sick City
9. Why?
10. It's Alright Ma (I'm Only Bleeding)
11. Your Mother Should Know)
12. (Please Let Me Love You And) It Won't Be Wrong
13. Old Ego Is a Too Much Thing

### Deuxième saison (2016)
Elle a été diffusée du 16 juin 2016 au 10 septembre 2016, aux États-Unis sur NBC, avec les trois premiers épisodes sans pause publicitaire.
1. I'm So Tired
2. Happiness is a Warm Gun
3. Why Don't We Do it in the Road
4. Revolution 1
5. Everybody's Got Something to Hide Except Me and My Monkey
6. Revolution 9
7. Piggies
8. While My Guitar Gently Weeps
9. Sexy Sadie
10. Blackbird
11. Can You Take Me Back?
12. Mother Nature's Son
13. I Will